# Domingo Pérez (labdarúgó)
Domingo Salvador Pérez (Paysandú, 1936. június 7. – 2024. augusztus 16. vagy előtte) válogatott uruguayi labdarúgó, csatár.
Az uruguayi válogatott tagjaként részt vett az 1962-es és az 1966-os világbajnokságon, illetve az 1959-es argentin az 1959-es ecuadori és az 1967-es Dél-amerikai bajnokságon.

## Sikerei, díjai
Nacional
- Uruguayi bajnok (2): 1963, 1966

Uruguay
- Dél-amerikai bajnok (2): 1959 (Ecuador), 1967